# Stazione di Milano Porta Genova
La stazione di Milano Porta Genova è una stazione ferroviaria di Milano; sita nel quartiere di Porta Genova, a poca distanza dai Navigli, è origine della linea per Mortara. È la più antica stazione ferroviaria di Milano ancora in uso nelle sue forme originali.

## Storia

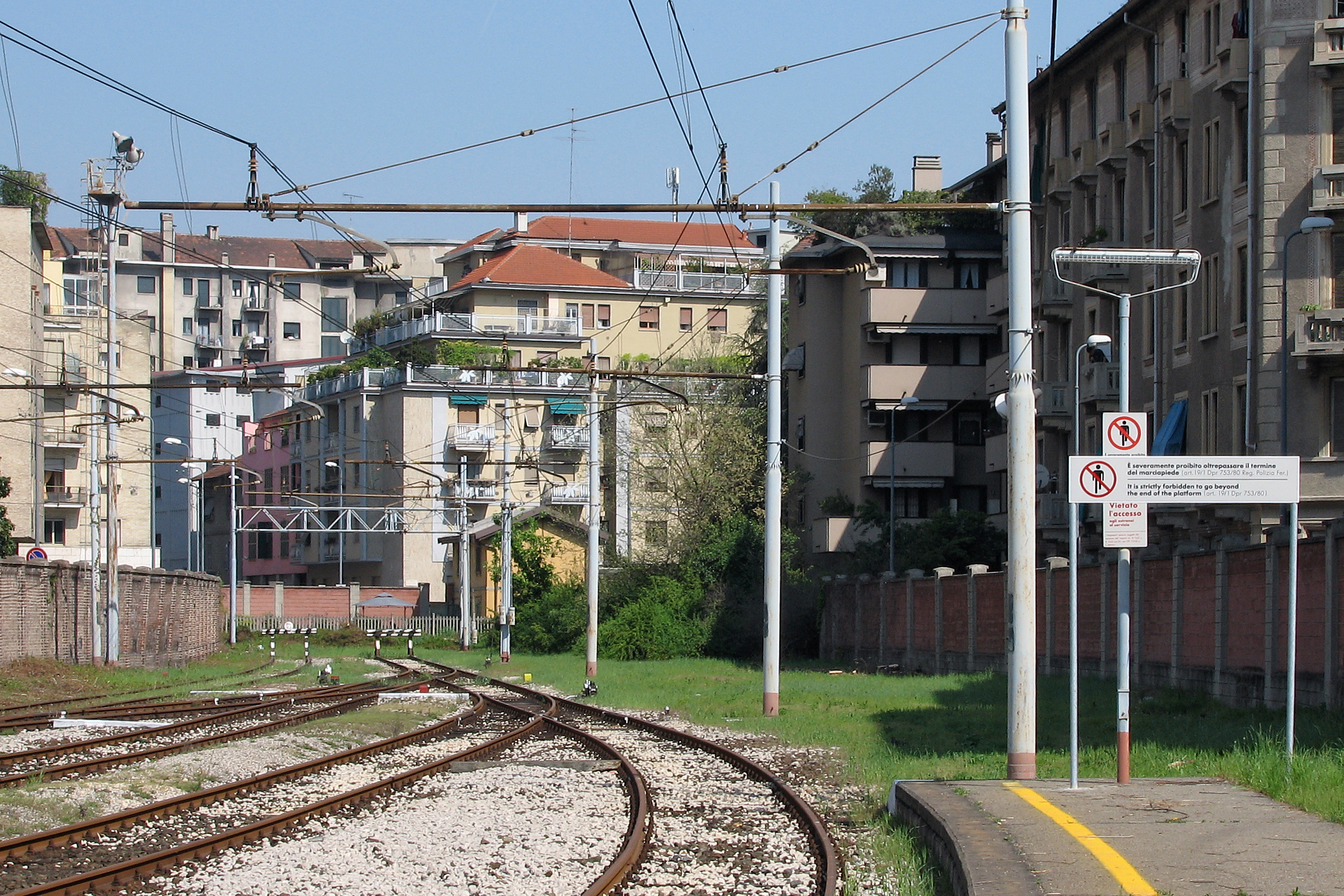
Il termine della ferrovia Milano-Mortara dal 1931

La stazione fu inaugurata il 17 gennaio 1870 con il nome di Milano Porta Ticinese. Era una stazione di transito della ferrovia per Mortara che all'epoca partiva dalla vecchia Milano Centrale, passando a ovest del centro cittadino. Il varco nelle mura chiamato Porta Genova fu aperto proprio per servire il nuovo scalo ferroviario. L'impianto fu ribattezzato Milano Porta Genova nel corso del 1923, per quanto ci siano testimonianze che attestano come il nuovo nome fosse adottato informalmente molto tempo prima.
Nel 1931, con la riorganizzazione del nodo ferroviario milanese, il tronco ferroviario verso lo scalo di Milano Sempione e la vecchia stazione centrale fu soppresso: Milano Porta Genova divenne stazione di testa e capolinea della relazione per Mortara.
Dal 1983 la stazione è servita da una fermata della linea 2 della metropolitana di Milano. La costruzione della fermata della metropolitana impose, tra il 27 maggio e il 30 settembre 1979, la chiusura della stazione al fine di costruire un sottopassaggio; in tale periodo i treni furono attestati a San Cristoforo e fu istituito un collegamento tramite autobus tra le due stazioni.

### Possibile dismissione
Secondo un programma di progressiva dismissione di alcuni scali ferroviari milanesi, da anni viene proposta la chiusura della stazione. La sua area verrebbe riurbanizzata, mentre i treni regionali provenienti da Mortara verrebbero instradati sulla linea di cintura sud e attestati a Milano Rogoredo, punto di interscambio sia con la linea M3 sia con il servizio ferroviario suburbano sia con le relazioni a lunga percorrenza e ad alta velocità. Il progetto era subordinato al completamento della linea M4, che consente l'interscambio fra la rete metropolitana e la ferrovia Milano-Mortara presso la stazione di San Cristoforo. 
A seguito dell'apertura della tratta San Babila-San Cristoforo, avvenuta nel 2024, e in accordo a una delibera della Regione Lombardia, nel dicembre 2025 è previsto lo spostamento a Milano Rogoredo del capolinea dei regionali provenienti da Mortara, con conseguente chiusura della stazione.

## Strutture e impianti
Il fabbricato viaggiatori è una costruzione in muratura, con un corpo centrale a due livelli fuori terra e due ali a un unico piano.
Originariamente il piazzale era composto da cinque binari in asse al fabbricato viaggiatori, di cui tre adibiti al servizio viaggiatori, e da uno di scalo, lato Milano San Cristoforo, denominato 1 Est. Al 2025, sono operativi solo tre binari in asse al fabbricato viaggiatori e quello di scalo. Sono presenti due banchine: la prima al servizio del primo binario e di quello di scalo, mentre l'altra, a isola, è a servizio del secondo e del terzo binario. Le banchine sono collegate tra loro da un sottopassaggio a sua volta interconnesso alla vicina stazione della metropolitana.
Il piazzale binari è sormontato dal ponte degli artisti che collega via Tortona alla piazza antistante la stazione.
Lato Milano San Cristoforo, sono presenti i resti di uno scalo merci con magazzino e piano caricatore.

## Movimento
La stazione è capolinea dei treni regionali di Trenord della relazione Milano-Mortara, cadenzati a frequenza oraria, con diversi rinforzi nelle ore di punta, durante le quali alcuni collegamenti sono prolungati su Valenza e su Alessandria.

## Servizi
- Biglietteria automatica
- Sala d'attesa
- Servizi igienici
- Bar
- Ristorante

## Interscambi
- Fermata metropolitana (Porta Genova FS, linea M2)
- Fermata tram (Porta Genova M2, linee 2, 9 e 10)
- Fermata autobus ATM